# Está en vos
Está En Vos (con los subtítulos «El arte de hacer barullo» y «creación Rasta & Bollocks para todo el universo») es un programa de radio de Argentina que se emite de lunes a viernes de 9 a 11 a través de la FM Red TL 105.5 MHz de Rosario, provincia de Santa Fe. Conducido y producido por Santiago Grandi desde hace trece años, el mismo se transforma en la propuesta más particular, joven y audaz de la emisora, conocida en parte por sus posturas radicales y el estímulo histórico al rock argentino. Está En Vos, además de ser ya uno de los envíos clásicos de la Red TL, representa, sin lugar a dudas, una excepción dentro del formato FM, por el simple hecho de prescindir de los oyentes como materia prima y de analizar la realidad decididamente por fuera de las agendas propuestas por los guardianes del statu quo. 
En la mejor tradición de envíos radiales como los del destacado Quique Pesoa, Está En Vos se transforma en una propuesta que de la mano de su conductor mantiene viva la crítica picante y el relato constante como forma de acompañar a los oyentes. El formato del programa se presenta como revolucionario y esto es parte de la búsqueda constante de innovar y romper con todo aquello que suele escucharse. El concepto central es rockear, analizar y pensar críticamente la realidad, sin aturdir ni imponer.
Desde el comienzo del 2010, el programa mostró una nueva cara. Anteriormente emitido de 18 a 19, y conducido por el trío original formado por Santiago Grandi, Lucas García y Juan Manuel Fontana ("Fonti", actualmente figura destacada de la televisión abierta local), el 2010 presentó a Está En Vos en una renovada sintonía. Con un solo conductor (Santiago Grandi), y una notoria influencia de Contracultura Rock, el formato de este año revolucionó el dial desde el preciso momento en que arrancaba el día. Por su parte, a partir del 3 de enero de 2011, la propuesta de Está En Vos pasó al central horario de las 10 de la mañana, y luego de estar un mes abriendo la programación en el mes de marzo, desde el lunes 9 de mayo pasó a emitirse durante la semana a las 23. Durante los años 2012 y 2013 Está En Vos se encargó de cerrar y abrir la programación de la emisora, y en 2014 el programa salió al aire los domingos por la noche, en un envío semanal característicamente "recargado" de tres horas de duración. En 2015 retornó a la frecuencia semanal, de lunes a viernes desde la medianoche hasta las 2 AM (el último programa contó con la tradicional presencia del bajista de Vudú, Nahuel Antuña), viendo en 2016 una reactualización del formato de dos años atrás, los domingos de 22 a 1. A partir de marzo de 2017, la propuesta dejará los horarios nocturnos por primera vez en siete años, emitiéndose de lunes a viernes de 13 a 14. Desde 2018, a su vez, el programa lidera el horario central de las mañanas, emitiéndose diariamente de 9 a 11 horas.
Está en vos ha contado en sus diez años de existencia con el aporte de importantes personalidades en entrevistas sumamente particulares, como son los ejemplos con Carlos Gabetta, Claudio Kleiman, Manu Varela de La Renga, Gonzalo Aloras (quien presentó completo, tema por tema, su disco 12), Quique Pesoa -con quien el conductor reflexionó durante más de 40 minutos en forma ininterrumpida-, Nahuel Antuña de la banda rosarina Vudú y Ángelo Pierattini de la mítica agrupación chilena Weichafe. Durante 2014 el periodista rosarino Germán Mangione contó con una columna mensual, generalmente al aire en los últimos programas de cada mes, y en los años 2017 y 2018, Lucas Paulinovich, periodista y poeta, ofició de columnista y en ocasiones de coconductor.

## Está En Vos / El Rock Es Contracultura
Está En Vos es un programa de rock. Entendiendo que el Rock and Roll no es solo música, sino que representa una conciencia que se fundió con nuestras ideologías, la propuesta radial ha llevado adelante a lo largo de 4 años la tarea de representar al aire la inevitable unión este movimiento emancipador y la sociedad.
Desde los comienzos, la pretensión de Está En Vos no ha sido hablar solo de la desafiante música que se rebela ante lo establecido desde principio de los años 50, sino también relatar todo aquello que la música afecta, comprende, todo el universo ante el que naturalmente se vincula.
Es en este sentido que el programa une Rock y Política con la sencillez de un acto reflejo. Convencidos de que ambos universos están irremediablemente conectados, Está En Vos valida sus convicciones en la noción de que desde su génesis el Rock and Roll se trató de hablar de lo que pensabas, defender tus convicciones, rebelarte y divertirte al mismo tiempo. Esta suerte de declaración de principios encierra en sí misma las ideas centrales que se profesan al aire día a día.
Está En Vos se transforma de esta manera en una propuesta que incluye música, política, análisis, y muchas de las variedades de la Cultura Joven, desconociendo distinciones. Durante la hora diaria, todo se encuentra unido en el mismo manojo de actitud, rebelión y Rock and Roll, que a esta altura se transforma decididamente en un estilo de vida, una manera de encarar nuestra existencia.
Fue durante el 2010 que un oyente acertadamente describió al programa como alternativo y urbano, entendiendo que el mismo se presenta como una opción a los formatos establecidos en este medio y que no hay forma de concebirlo fuera de la gran urbe.

### Inicios
El programa tuvo su primera emisión el viernes 23 de marzo de 2007, en una radio pequeña de la ciudad de Rosario, la FM AZ. En aquellos tiempos, Está en vos era un resumen semanal que se emitía solo los días viernes a las 19 ,  acortando drásticamente las posibilidades de mostrar su verdadero potencial. Si bien las oportunidades eran limitadas, lo cierto es que este primer paso en la radiofonía rosarina constituyó un irremplazable comienzo para testear las cualidades del proyecto y esperar para dar el gran salto.

### Comienzos en la Red TL
El viernes 7 de noviembre de 2008 Está en vos realizó su última emisión en la AZ. A partir de finales del mismo mes comenzaría su trayectoria dentro de la FM Red TL, renombrada radio de la ciudad y líder en el segmento rock. Al comienzo el programa salía los días sábados de 15 a 16 y si bien el formato seguía siendo el de resumen semanal, las puertas que abría estar en un medio de tal magnitud se hicieron sentir desde el comienzo.

### Programa diario
Finalmente el lunes 8 de junio de 2009, Está en vos empezó a salir de lunes a viernes de 18 a 19 a través de la Red TL. Este gran paso, además de transformar al programa en uno más de los prestigiosos que forman parte de la grilla diaria de la radio, le permitió a Está en vos sacar a relucir todas sus potencialidades. Tener un espacio asegurado de 5 horas semanales le permitió sumar contenidos, análisis y participación constante de los oyentes.

### Está En Vos 2010
Desde el lunes 8 de febrero de 2010 se pudo escuchar de lunes a viernes a las 9 una emisión de verano de Está En Vos, que fue denominada Edición Deluxe. Conducido en solitario por Santiago Grandi, el programa contó con la aprobación de un interesante número de oyentes que reconocieron el valor musical del programa, y las claras posturas políticas y sociales defendidas por el realizador. A su vez, el formato Deluxe sirvió como antesala a lo que fue el formato definitivo del programa durante todo el 2010, que en su horario de 7 a 8 revolucionó el dial de la radiofonía rosarina.

### Está En Vos 2011
El lunes 3 de enero de 2011 Está En Vos volvió al aire a través de la FM Red TL con un formato que respeta la línea que tuvo el programa durante todo el primer ciclo conducido en soledad por Santiago Grandi. De esta manera todo el mensaje contracultura, libertario y en contra de las tendencias manipuladoras de los grandes grupos comunicacionales se asegura un lugar en la programación diaria de la emisora. A todo esto, como siempre, hay que sumarle una enorme cantidad de alusiones a la Cultura Rock, con diferentes secciones que dan muestras del conocimiento en la materia del conductor del programa.
Ya a partir del martes primero de marzo, Está En Vos pasó a abrir la programación de la radio en el horario de 5 a 7 de la mañana. La propuesta vuelve a presentarse como sumamente revolucionaria respecto al resto de los programas, los temas abordados y el carácter abarcativo de la selección musical, que la transforma en una de las más celebradas por los oyentes.
Por su parte, luego de un mes de estar fuera del aire, el lunes 9 de mayo de 2011 Está En Vos retornó para comenzar a emitirse en el nocturno horario de las 23 horas, cambiando diametralmente y pasando a cerrar la programación diaria. No obstante, el programa continuó manteniendo una misma lógica y el producto se mantiene como uno de los más celebrados por la audiencia.

### Está En Vos 2012 y 2013
Desde marzo de 2012 el programa se transformó en el encargado de cerrar y abrir la programación diaria de la emisora. Esto, sumado a lo peculiar de su formato, sigue colaborando para que jornada a jornada el movimiento sume integrantes y la propuesta sea celebrada, llegando a ser comparada con las de Alejandro Dolina y Quique Pesoa.
Durante los meses de agosto y septiembre de 2013, Está En Vos emitió al aire, tres veces por semana, un formato de programa que se dio en llamar "Recargado". Cada día un tema específico diferente (Anarquía, Amor, Dinero, Capitalismo cultural, para citar solo unos poquísimos ejemplos) era abordado mediante las más diversas estrategias. Desde editoriales hasta bloques sonoros especialmente armados, el formato contó con una notable aprobación del público en general.

### Está En Vos 2014
A partir del domingo 9 de marzo de 2014 Está En Vos comenzó a emitirse solo una vez por semana, los domingos de 22 a 1. El nuevo formato -que combinó una notable preproducción con un especial énfasis en los principios de la llamada "Revolución del Rock and Roll"- ha sido nuevamente apoyado por el círculo de oyentes. A su vez, a partir de agosto, el periodista Germán Mangione comenzó a participar del programa con una suerte de columna mensual.

### Está En Vos 2015
Durante este año el programa se emitió de lunes a viernes desde la medianoche hasta las 2 AM. La vuelta al formato diario fue celebrada por un grupo de oyentes que año a año va haciéndose más fiel a la propuesta. Excepcionalmente, el Rock y la contracultura, por fuera de los mandatos mediáticos, tienen un lugar asegurado en un programa de radio diario en un medio masivo .

### Está En Vos 2016
El domingo 6 de marzo de 2016, Está En Vos retornó al formato de dos años atrás, proponiendo, una vez más, una clase de programación recargada, con el característico sello de la notable preproducción artística.

### Está En Vos 2017
Está En Vos volvió a salir de lunes a viernes a partir del lunes 6 de marzo de 2017, de 13 a 14. La apuesta, además de representar una suerte de oasis en medio de un aire saturado de programas con formatos vacíos y similares, permitirá volver a escuchar este clásico en un horario que no sea nocturno, por primera vez desde 2010 (año en que saliera de lunes a viernes de 7 a 8 de la mañana).

## Estilo
Desestructurado e impredecible, atrapante y dinámico, el estilo de Está en vos oscila constantemente. Si bien es inobjetable la postura crítica y ácida en lo que a temas de sociedad  y política se refiere (el carácter anárquico filosófico del conductor es una de las posturas más destacadas), el programa encuentra la forma justa de contraponer a estos momentos entretenidas referencias musicales que abarcan lo más amplio del abanico del rock. En este sentido, la autoreferencia de "Radio Rock" con la que se daba inicio a las emisiones particularmente del mes de agosto de 2009 hablan a las claras del estilo joven y anticonformista de Está en vos.

### Posturas
- Es conocida la tesis central del programa, citada constantemente al aire por el conductor: "El rock argentino es el tercero más relevante a nivel planetario". Esta definición es diariamente constatada a través de largos y completísimos editoriales sonoros que celebran la increíblemente prolífera Cultura Rock Argentina.
- "Está en vos nunca, jamás, de manera alguna le hizo, hace o hará el jueguito a la nefasta derecha argentina o mundial."

### Sobre el conductor (Santiago Grandi)
Santiago Grandi (1986) es conductor y productor desde hace 14 años de “Está En Vos. El arte de hacer barullo”, programa radial que se emite diariamente a través de la FM Red TL 105.5 de Rosario. Luego de lanzar en 2012 su primer libro “25. Aquí y ahora. Lo sustentable, lo insostenible y las tres yapas”, en 2013 editó “(Tal vez) Nos lavaron el cerebro. (Quizás) Tenemos la solución”, primera parte de una trilogía de ensayos que encontró en “Súmmum Sampler (La domesticación de lo posible)”, de 2018, su segunda entrega. Amante de la filosofía y Contracultura Rock, es también un gran aficionado al deporte. Por ello, entre 2014 y 2016 se dedicó a escribir, reescribir, aumentar y corregir su homenaje a la así llamada “Generación dorada” del básquet argentino: el resultado final, “Generación Trascendencia. Testimonios de una revolución”, continúa erigiéndose en la única guía definitiva dedicada a la trayectoria completa de aquella camada de jugadores. En la actualidad, además de trabajar en los primeros textos de la autobiografía de Sergio Santos Hernández, exentrenador del seleccionado argentino de básquetbol, se encuentra presentando “Epocalipsis Now. Pandemia, Liberación o Barbarie”, ensayo editado a finales del año pasado, destinado a cerrar su trilogía filosófica iniciática. A lo largo de los últimos seis años, ha presentado sus libros en Rosario, Capital Federal, Chaco, Córdoba y varias localidades de Santa Fe.
Durante el año 2018, dos de sus libros fueron reconocidos a nivel provincial y municipal: “Generación Trascendencia. Testimonios de una revolución”, declarado de interés provincial por el Senado de la Provincia de Santa Fe (octubre 2018), y de interés municipal por el Concejo deliberante de la ciudad de Deán Funes, Córdoba (noviembre de 2018), y “Súmmum Sampler [La domesticación de lo posible]”, declarado de interés municipal por el Concejo Deliberante de la ciudad de Rosario (septiembre 2018).